# Cook it
Cook it est un service de kits repas (en) québécois disponible au Québec, en Ontario et dans les provinces maritimes du Canada. Basée à Montréal, elle est la première entreprise de prêt-à-cuisiner au Canada.
Le service d'abonnement de Cook it inclut la livraison de boîtes-repas avec des sacs d’ingrédients et des fiches de recettes pour les soupers et déjeuners, et offre également des repas prêt-à-manger et des produits complémentaires tels que des boissons, collations et items de déjeuners.
En décembre 2019, Cook it acquiert la compagnie concurrente MissFresh, et compte alors 30 000 abonnés à son service. À la suite d'une importante croissance des ventes entraînant une vague d’embauches, Cook it compte en mai 2020 plus de 500 employés et quitte le statut de PME.

## Histoire

### Fondation de Cook it
Cook it a été fondé par Judith Fetzer, Patrick Chamberland et Thomas Dubrana en 2014. Elle est alors la première entreprise de prêt-à-cuisiner au Canada. Dès sa création, la mission de l'entreprise est axée sur les familles et sur l'idée de simplifier l'heure des repas pour les parents et les jeunes professionnel.
En juin 2014, Judith et Patrick présentent l’entreprise à l’émission Dans l'œil du dragon, version québécoise de Dragon’s Den.
En 2016, Judith Fetzer présente de nouveau Cook it à la télévision, cette fois à la version canadienne de Dragon's Den. Elle y reçoit des offres de quatre             « dragons » (investisseurs), et conclut un partenariat avec Arlene Dickinson. La même année, l'inscription de Judith Fetzer au programme Adopte inc., dédié au soutien de jeunes entrepreneurs, entraine son « adoption » par Alain Bouchard, qui devient alors un mentor pour le développement de Cook it.

### Acquisitions
En avril 2017, 5 mois après l'arrivée d'Alain Bouchard comme mentor pour l'entreprise, Cook it fait l'acquisition de Kuisto, une entreprise concurrente, et fusionne ses activités. Cook it effectue le 9 décembre 2019 une deuxième acquisition d'entreprise concurrente avec l'achat de MissFresh à la chaine de supermarchés Metro. Cette opération double la taille de Cook it qui compte dès lors 260 employés et 30 000 abonnés à ses services.

### Diversification et croissance
En 2017, Cook it lance le premier de ses trois magazines À table avec Cook it. En 2018, l'entreprise ajoute à son offre une boutique «garde-manger», proposant à ses clients d'ajouter divers produits alimentaires complémentaires à leur boite de recettes, tels que des collations, des items de déjeuners et des diners préparés.
Au mois de novembre 2018, Cook it lance son «Kit durable» en projet pilote, dans le but de rendre son service plus écoresponsable et réduit en emballages et en déchets. Le Kit durable de Cook it, alors disponible dans certains quartiers de Montréal, est livré à vélo avec un sac glacière et des contenants réutilisables repris à la prochaine livraison.
Dès avril 2020, Cook it élargit son offre de repas avec des recettes «Brunch», des déjeuners décadents convenant à différents moments de la journée. Cette nouveauté suit l'engouement des Canadiens pour les déjeuners, que l'entreprise constatait avec sa boutique «garde-manger».
Au printemps 2020, la situation de confinement liée à la COVID-19 au Canada entraine une forte augmentation des ventes chez Cook it, étant classée comme service et essentiel et livrant de la nourriture à domicile. Cette croissance rapide entraine une vague d'embauche massive d'environ 200 nouveaux employés et Cook it compte ensuite plus de 500 employés.

## Prix et distinctions

### 2020

#### Canadian Business Growth Awards / Female Entrepreneur of the Year Award
En novembre 2020, Judith Fetzer, cofondatrice et présidente de Cook it, remporte le prix de l'entrepreneure féminine de l'année aux Canadian Business Growth Awards. Le prix met en valeur les chefs d'entreprise du Canada par le biais d'un classement établi sur la croissance des revenus sur cinq ans.

#### RFAQ Prix Femmes d'Affaires du Québec / Entrepreneure de l'année, grande entreprise et Coup de coeur Desjardins COVID-19
Judith Fetzer reçoit le 18 novembre 2020 deux prix du RFAQ Prix Femmes d'Affaires du Québec soulignant la réussite de Cook it : Entrepreneure de l'année, grande entreprise et Coup de coeur Desjardins COVID-19. Ce deuxième prix est une reconnaissance de «la manière exceptionnelle dont l'entrepreneure ayant complété plus de 3 exercices financiers à la date limite de remise des dossiers a réinventé son entreprise durant la pandémie de la COVID-19».